# 伊藤勢
伊藤 勢（いとう せい、1963年9月13日 - ）は、日本の漫画家。東京都立川市出身。
伝説や神話を題材にした冒険活劇が多い。

## 略歴
1963年9月13日の金曜日、東京都立川市に生まれる。大学卒業後に就職するもその後脱サラし、演劇などを経て漫画家を志す。藤原カムイのアシスタントを勤めた後、独立。
ファンタジーに分類される漫画を多く手がけているものの、実体験による感覚と現実主義を重んじる作風。インド、ネパール、インドネシア、モンゴル、エジプト、イギリス、ギリシャ等への旅行経験を持ち、作品のエスニックな雰囲気に反映している。その一方で、現実を踏まえない観念的理想主義や実体験に裏打ちされない情報化社会への痛烈な批判が作品の前面に出てしまうこともままある。
スター・システムを多用し、個性を確立したキャラクターは「設定上は別人」としてだが作品をまたいで登場する。作中でメタな発言をする事も多い。
2009年1月の『月刊マガジンZ』（講談社）休刊に伴い、『荒野に獣慟哭す』が第一部完という形で中断になっていたが、2011年3月9日発売の『SF JAPAN』 2011 SPRING(休刊号)（徳間書店）にて、2011年夏からの第二部再開を期した予告編（タイトルページ隅に「ACT:1 再開」と表記）を発表。2011年8月31日発売の原作小説新装版（トクマノベルズ 上下 全2巻）の下巻（徳間書店）付属帯で、新規開設の徳間書店文芸編集部公式サイトweb 本ともにて同年10月上旬より連載がスタートする旨 正式に告知された。同年10月7日の同サイトの立ち上げとともに、同月中旬より掲載開始 と発表され、追って17日よりWEB連載初回分「ACT:2 再会」が公開されている。
前述の『荒野に獣慟哭す』中断の期間に、2009年6月19日発売の『月刊COMICリュウ』8月号（徳間書店）より 同じ原作者×作画タッグでの作品『闇狩り師 キマイラ天龍変』が発表された。夢枕獏の小説「闇狩り師」と「キマイラ」両シリーズを合わせ、今回の連載用に描き下ろされた完全オリジナル作品で、若き日の九十九乱蔵が台湾の地でキマイラと出会う物語。2010年4月発売の同誌6月号にて連載を終了、完結。
その他に、2010年10月22日発売の『コミック怪』Vol.12（角川書店）にて「闇守人」シリーズ第三作「常世蟲」、2011年7月23日・10月24日発売の『コミック怪』Vol.15・16にて第四作「牛王」前・後編（先行して『コミック怪』Vol.14にて同作の予告編・4ページ）、2011年3月1日発売の『週刊新マンガ日本史』19号「斎藤道三」（朝日新聞出版）にて「下克上の男」（読切・フルカラー24ページ）を、それぞれ発表している。

## 作品一覧

### 連載漫画
- ニルヴァーナ・パニック!!（掲載誌：『月刊少年キャプテン』、全1巻）
- 斬魔剣伝（掲載誌：『月刊少年キャプテン』、全3巻） - 第2部が予告されたが、未完。角川ドラゴンコミックスより完全版が上下巻として刊行されている。
- ドラゴンロアーズ（掲載誌：『月刊コミックドラゴン』、全1巻）
- 羅睺伝（掲載誌：『月刊コミックドラゴン』、1-2巻） - 『斬魔剣伝』のセルフリメイク。こちらもストーリー途中で打ち切られたのか未完。

### 原作・原案付き連載漫画
- モンスターコレクション～魔獣使いの少女～（原案：安田均/グループSNE／掲載誌：『月刊コミックドラゴン』）
- 荒野に獣慟哭す（原作：夢枕獏／掲載誌：『月刊マガジンZ』 → web本とも[4]）
- 闇狩り師 キマイラ天龍変（原作：夢枕獏／掲載誌：『月刊COMICリュウ』）
- 天竺熱風録（原作：田中芳樹／掲載誌：『ヤングアニマル』）
- 瀧夜叉姫 陰陽師絵草子 （原作：夢枕獏／掲載誌：『COMIC Hu』）

### 短編漫画
- 神秘の世界エルハザード イフリータの冒険
- 編集女王『ドラゴンジュニア』増刊
- スレイヤーズ 指輪道（ろおど・おぶ・ざ・りんぐ）『ドラゴンオールスターズ青版』
- 慶長無頼伝『ヤングアニマル嵐』 Vol.17
- 下克上の男 2011年 『週刊新マンガ日本史』19号「斎藤道三」
- 陰陽頭 賀茂保憲（おんみょうのかみ かものやすのり）【角川書店・怪コミックス・全1巻・ISBN 978-4-04-120116-9】に収録。
  - 九尾 -闇守人- 2007年 『コミック怪』 Vol.01
  - 百鬼夜行 -闇守人- 2009年 『コミック怪』 Vol.07
  - 常世蟲 -闇守人- 其之三 2010年 『コミック怪』 Vol.12
  - 牛王 -闇守人- 2011年 『コミック怪』 Vol.15・16（前・後編）
- 陰陽居候焔（おんみょういそうろう ほむら）『ヤングアニマル』2015年14号

### 挿絵
- ソード・ワールドRPG 西部諸国ワールドガイド（著者：山本弘/グループSNE）[5]
- ソード・ワールドRPGリプレイアンマント財宝編（著者：清松みゆき/グループSNE）
- MAGIUS魔術士オーフェン
  - 私闘編（原作：秋田禎信 著者：高平鳴海）
  - 野望編（原作：秋田禎信 著者：高森健一）
- モンスターコレクションノベル 仮面の魔道士（著者：高山浩）
- 岳飛伝 講談社ノベルス版（翻訳：田中芳樹）
- その名は新選組（著者：砂田弘）

### その他
- 央華封神TCG
- トレーディングカードゲーム モンスターコレクション[6]
- プレイステーション用ソフト モンスターコレクション 仮面の魔道士（角川書店）[7]

## 師匠
- 藤原カムイ